# Diecezja Fiesole
Diecezja Fiesole – łac. Dioecesis Fesulana – diecezja Kościoła rzymskokatolickiego we Włoszech, w metropolii Florencji, w regionie kościelnym Toskania.
Została erygowana w I wieku.